# Sara Schoenbeck
Sara Schoenbeck ist eine US-amerikanische Jazz- und Improvisationsmusikerin (Fagott, Shehnai).

## Leben und Wirken
Schoenbeck erwarb den Bachelor of Fine Arts am San Francisco Conservatory of Music und absolvierte das Masterstudium am California Institute of the Arts. Ab Mitte der 1990er-Jahre arbeitete sie in den Ensembles von Anthony Braxton (Quartet/Quintet (NYC) 2011), Vinny Golia, Wayne Horvitz, Steuart Liebig, Wadada Leo Smith, Phillip Greenlief und Butch Morris. In den 2010er-Jahren spielte sie außerdem mit einem eigenen Trio, einem Trio aus Joe Morris und Taylor Ho Bynum sowie mit Mark Dresser, Harris Eisenstadt und Michael Moore im Quartett Golden State, sie trat auch auf europäischen Festivals wie den Berliner Jazztagen und dem Free Music Festival Antwerpen auf. Im Bereich des Jazz war sie zwischen 1996 und 2012 an 28 Aufnahmesessions beteiligt, u. a. mit Roscoe Mitchell und mit dem Yusef Lateef/Adam Rudolph’s GO Organic Orchestra. 2022 legte sie ihr selbstbetiteltes Debütalbum vor, eine Reihe von Duetten mit Horvitz, Eisenstadt, Nicole Mitchell, Nels Cline, Roscoe Mitchell, Matt Mitchell, Mark Dresser, Robin Holcomb und Peggy Lee.  Zu hören ist sie u. a. auch auf Satoko Fujiis Album Hyaku: One Hundred Dreams (2022) und Henry Threadgills Album The Other One (2023).
Die Fachzeitschrift The Wire nahm Schoenbeck in den „kleinen Club der Fagott-Pioniere“ der zeitgenössischen Musik auf; The New York Times hob ihre „fesselnden, Texturen mischenden Experimente mit einem großartigen, souveränen Klang“ hervor. Sie lebt vorwiegend in Los Angeles, wo sie auch für Fernseh- und Filmprojekte arbeitete, wie die Matrix Trilogie (1999–2003), Dahmer (2002) und Spanglish (2004). Schoenbeck ist mit Harris Eisenstadt verheiratet, mit dem sie einen gemeinsamen Sohn (* 2009) hat. 2021 legte sie ihr Debütalbum Sara Schoenbeck vor.

## Diskographische Hinweise
- Travis Baker, Sara Schoenbeck: Yesca One (Spool, 2002)
- Chris Tiner, Noah Phillips, Sara Schoenbeck: Breathe In, Feed Out (pfMENTUM, 2004)
- Taylor Ho Bynum, Joe Morris, Sara Schoenbeck: Next (Porter Records, 2011)